# Callistethus dechambrei
Callistethus dechambrei är en skalbaggsart som beskrevs av Yuiti Wada 1998. Callistethus dechambrei ingår i släktet Callistethus och familjen Rutelidae. Inga underarter finns listade.